# Itzhak Kanev
Yitzhak Kanev (en hebreo: יִצְחָק קַנֵּב‎), nacido Yitzhak Kanevsky, (Melitopol, Imperio Ruso, 1896 - 8 de mayo de 1980) fue un activista y político sionista. Fue el fundador del sistema de salud Kupat Holim y su director durante 38 años.

## Biografía
Yitzhak (Isaac) Kanievsky nació en Melitopol en el Imperio Ruso (hoy en Ucrania). Estudió Ciencias Naturales y Economía en la Universidad de Crimea, y más tarde ciencias sociales en la Universidad de Londres, la Universidad de Viena y la Escuela de Economía y Derecho de Tel Aviv. 
En 1917, Kanievsky se unió a la Autodefensa Judía en Rusia y fue uno de los fundadores de la rama rusa de HeHalutz. También se desempeñó como delegado en la convención Tzeiri Zion ("Juventud de Sión") y la Convención General Sionista en San Petersburgo.
En 1919, Kanev emigró a Eretz Israel. Al año siguiente luchó en la Batalla de Tel Hai, donde resultó herido. Más tarde ayudó a fundar Gdud HaAvoda (Batallón de trabajo) y asistió a la convención que estableció el sindicato Histadrut. En 1923, se convirtió en uno de los líderes de los servicios médicos de la Histadrut y en 1947 estableció el Instituto de Investigaciones Sociales, donde se desempeñó como director. En 1950 hebraizó su nombre a "Kanev".
Se postuló en la lista de Mapai para las elecciones de la Knesset de 1949, sin embargo, no obtuvo mandato ya que el partido logró solo 46 escaños. No obstante, ingresó a la Knesset el 20 de abril de 1950 como reemplazo del fallecido Avraham Taviv. Perdió su escaño en las elecciones de 1951.
Falleció en 1980.

## Premios y honores
- En 1962, Kanev recibió el Premio Israel en Ciencias sociales.[4]

## Obras publicadas
- Política social y seguro social en Palestina (1942)
- Seguro social en Palestina y su reconstrucción (1946)
- Sociedad en Israel y planificación social (1962)
- Política social en Israel: logros y deficiencias (1964)
- Salud, servicios en Israel y gasto público en salud y comparaciones internacionales (1965/66–1967/68) (1969)
- Investigación social y sanitaria, 1964-1965 (1966)
- La guerra de Israel contra la pobreza y nuevos enfoques para la rehabilitación (1971)